# Понтюс де Тіар
Понтюс де Тіар (фр. Pontus de Tyard, також Thyard, Thiard, Tiard) — французький поет, філософ і священник XVI століття, член об'єднання «Плеяда». Вершиною творчості Тіара вважають не його поезія (яку більшість фахівців оцінюють як написану у «пишномовно-претензійному» стилі), а філософські діалоги.

## Біографія
Понтюс де Тіар походив із знатного роду. Відомо, що він навчався в Паризькому університеті (1537), проте згадок про це у його творчості немає. Він опанував латину і греку , меншою мірою — італійську та давньоєврейську. З 1553 року був архідияконом Шалона. Близько 1543 р. познайомився з Морісом Севом. У 1550-х роках канонік церкви в Маконі.
Після 1562 відійшов від літературного життя, жив у родовому замку. Існує гіпотеза, згідно з якою Тіар був членом Академії поезії та музики. З 1570 року служив при дворі Карла IX, а потім Генріха III; з листа Жака Амйо, датованого вереснем 1577 року, відомо, що Понтюс розповідав королеві про феномени зоряного неба. З 1578 року – єпископ Шалона. В 1588 був делегований для участі в зборах Генеральних штатів у Блуа, де відстоював інтереси короля; під тиском прихильників Католицької ліги був змушений сховатися у родинному замку, а потім і відмовитися від єпископату на користь свого небожа. На схилі років, у 1604 році, Тіар опублікував спрямований проти єзуїтів і лігістів «Фрагмент листа» (Fragmentum epistolae), який мав великий резонанс і пізніше привернув до себе увагу Гельвеція.

## Творчість

### Поезія
Перша поетична збірка Понтюса де Тіара — анонімно опубліковані «Любовні омани» (Erreurs amoureuses, 1549) — містила сонети в дусі Петрарки. Вважається, що Жоашен дю Белле зі своєю збіркою «Олива» на кілька місяців випередив Тіара в перенесенні на французький ґрунт італійського досвіду і «розробці любовної поезії нового типу»[1]. Тим часом робота над «Любовними оманами» почалася, мабуть, близько 1543 р.; таким чином, є підстави вважати саме Тіара першим французьким петраркістом). Друга і третя книжки «Любовних оман» вийшли відповідно в 1551 і 1555 роках. Помітна еволюція від першої частини до наступних: слабшає орієнтація на поему Сева «Делія» та водночас посилюється вплив поетики «Плеяди» (це стосується, зокрема, звернення до міфологічної образності). 1573 року Тіар присвятив два свої поетичні твори Ронсару — «Елегію до П'єра де Ронсара» (Élégie à Pierre de Ronsard) і латинську поему «Про небесні сузір'я» (De coelestibus asterismis). Однак з усіх поетів «Плеяди» Тіар підтримував найтісніші контакти не з Ронсаром, а з Жаком Пелетьє. З ім'ям Тіара пов'язане запровадження у французькій поезії секстин і терцин. 1585 року він видав збірку «Дванадцять історій про річки та джерела» (Douze fables de fleuves ou fontaines), куди увійшли короткі прозові фрагменти, присвячені певній міфологічній річці (включно з легендою про Нарциса), а також екфрастичні описи картин на відповідний сюжет, і нарешті, епіграматичні сонети — підписи до цих уявних картин. Вважається, що Тіар у цьому випадку мав на увазі цілком конкретний проєкт, а саме оздоблення «салону дзеркал» у замку Ане, що належав Діані де Пуатьє[1]. І хоча відповідні картини не збереглися, сучасні дослідники не беруть під сумнів сам факт практичного здійснення проєкту.
Наприкінці життя Понтюс де Тіар відмовився від поетичної творчості і присвятив себе написанню трактатів та проповідей.

### Філософські діалоги
1551 року вийшов друком виконаний Тіаром переклад «Любовних діалогів» Леоне Ебрео. Роком пізніше він видав власний філософський діалог під назвою «Перший Самотній, або Проза про Муз і поетичний ентузіазм» (Solitaire premier, ou Prose des Muses et de la fureur Poëtique); 1587 року він включив цей діалог разом з чотирма іншими до збірки, присвяченої Генріху III, «Філософські діалоги» (Discours philosophiques), що й принесла йому найбільшу славу. Збірка, що має енциклопедичну спрямованість, відрізняється при цьому різнорідністю[1]. «Перший Одинак» є викладом неоплатонічної доктрини про поетичне натхнення (Тіар тут використовує коментарі Марсіліо Фічіно до діалогів Платона «Іон» і «Бенкет»). Також тут Тіар дає алегоричні інтерпретації міфів, пов'язаних із Музами. «Другий Одинак» (Solitaire Second ou Prose de la Musique, 1555) присвячений засадам античного музичного мистецтва і космологічному трактуванню принципу музичної гармонії. У діалозі «Про час, літо і його частини» (Discours du Temps, de l'an et de ses parties, 1556) головним із трьох співрозмовників стає Моріс Сев, який обговорює проблему літочислення й розмаїття календарів; принагідно персонажі діалогу торкаються питання етимології та нумерології. Діалог «Всесвіт, або Міркування про частини і природу світу» (L'Univers, ou Discours des parties et de la nature du monde, 1557 — онтологічний і космологічний трактат, що містить астрономічні, метеорологічні та географічні викладки; підсумком його, однак, стає визнання обмеженості можливостей пізнання перед обличчям Божественного. Можливо, саме Тіар — автор «Всесвіту» — був першим із письменників, які позитивно відгукнулися про вчення Коперника. Підсумком філософської рефлексії Тіара став частково навіяний Цицероном і Піко делла Мірандола діалог «Мантика, або Міркування про істинність астрологічних пророцтв» (Mantice, ou Discours de la verité de divination par Astrologie, 1558), де від власне астрології автор переходить до астрономії та фактично стверджує необхідність справді наукового пізнання світу.